# Liu Yiming
Liu Yiming (劉一明T; 刘一明S; Liú YĩmíngP; Pingyang, 1734 – Qiyun, 1821) è stato un monaco taoista cinese, uno dei principali rappresentanti dell'Alchimia Interna taoista, o Neidan. Fu uno dei maestri di 11ª generazione del ramo settentrionale del lignaggio Longmen 龍門 (Porta del Drago), e scrisse un ampio numero di opere che presentano i suoi insegnamenti sul taoismo e sul Neidan.

## Biografia
Liu Yiming nacque nel 1734 nel distretto Quwo 曲沃 di Pingyang 平陽 (odierna Linfen, nella provincia dello Shanxi). Non ancora ventenne, si ammalò gravemente tre volte. Dopo la guarigione iniziò a viaggiare, e nel 1753 o 1754 incontrò il suo primo maestro, che egli chiama Kangu Laoren 龕谷老人 (Vecchio Uomo della Valle Kangu). Nel 1757 soggiornò a Pechino, dove studiò oftalmologia adempiendo al desiderio del padre. Cinque anni dopo si trasferì nello Henan, dove visse sino al 1765 lavorando come dottore.
Nel 1766 riprese a viaggiare e intorno al 1768 incontrò il Xianliu zhangren 遇仙留丈 (Grande uomo che riposa nell'immortalità), che divenne il suo principale maestro. Il Xianliu zhangren (a sua volta discepolo del Kangu laoren) diede a Liu Yiming insegnamenti sul Neidan. Come si legge in una delle sue opere (Liu Yiming 2013:34), fu grazie al maestro Xianliu che Liu Yiming ottenne il completo risveglio.
Dopo la morte del padre nel 1769, Liu Yiming —che a quel tempo aveva circa 35 anni— alternò periodi di viaggio (nelle province dello Shaanxi, Gansu, Ningxia e altrove) e di ritiro per un decennio. Nel 1780 visitò il monte Qiyun 棲雲 a Jincheng 金城 (odierna Yuzhong 榆中, Gansu) e vi si stabilì per praticare il Neidan. Da allora questa montagna divenne la sua residenza stabile, anche se occasionalmente intraprese altri viaggi. La sua dimora, chiamata Zizai wo 自在窩 (Nido dello Starsene da Sé), si conserva ancora quasi perfettamente.
Liu Yiming dedicò la seconda parte della vita all'insegnamento e alla scrittura. Le sue biografie riportano anche che usò le sue risorse finanziarie per restaurare templi, santuari e altri edifici, per acquistare terreni e darli in uso a contadini poveri e per fornire terreni di sepoltura a chi non poteva permettersi di acquistarli. Nel 1816, usando tecniche divinatorie, scelse un luogo di buon auspicio per la sua tomba sulla vetta del monte Qiyun e vi fece costruire la sua “grotta di sepoltura”. Nel sesto giorno del primo mese lunare del 1821, Liu Yiming entrò nella grotta, pronunciò le ultime parole ai discepoli e morì.

## Opere
La principale raccolta di opere di Liu Yiming si intitola Daoshu shi'er zhong 道書十二種 (Dodici Libri sul Tao). Le sue opere meglio conosciute —tutte comprese in questa raccolta— consistono di commentari a testi Neidan e di opere personali sul Neidan. Tra i suoi scritti vanno menzionati i seguenti:

### Principali commentari a testi Neidan
- Cantong zhizhi 參同直指 (Istruzioni Dirette sull'Unità dei Tre), sul Zhouyi cantong qi (Sigillo dell'Unità dei Tre), il testo principale dell'alchimia taoista
- Wuzhen zhizhi 悟真直指 (Istruzioni Dirette sul Risveglio alla Realtà), sul Wuzhen pian (Risveglio alla Realtà); trad. Cleary 1987
- Yinfu jing zhu 陰符經注 (Commentario sulla Scrittura dell'Accordo Nascosto), sullo Yinfu jing (Scrittura dell'Accordo Nascosto); trad. Cleary 1991:220-38
- Jindan sibai zi jie 金丹四百字解 (Spiegazione delle Quattrocento Parole sull'Elisir d'Oro), sul Jindan sibai zi (Quattrocento Parole sull'Elisir d'Oro); trad. Cleary 1986a:3-48

### Principali opere sul Neidan
- Xiangyan poyi 象言破疑 (Rimozione dei Dubbi sul Linguaggio Simbolico); trad. Cleary, 1986a:51-118
- Xiuzhen biannan 修真辨難 (Discriminazioni su Punti Difficili nella Coltivazione della Realtà)
- Xiuzhen houbian 修真後辨 (Altre Discriminazioni nella Coltivazione della Realtà); trad. in Liu Yiming 2013
- Wudao lu 悟道錄 (Cronache di un Risveglio al Tao); trad. Cleary 1988
- Xiyou yuanzhi 西遊原旨 (Il Senso Originario del Viaggio in Occidente), contenente un'interpretazione Neidan del romanzo Xiyou ji (Viaggio in Occidente) scritto durante la dinastia Ming

### Altre opere
Oltre alle opere summenzionate, Liu Yiming scrisse:
- Diversi testi sullo Yijing (Libro dei Mutamenti), uno dei quali, il Zhouyi chanzhen 周易闡真 (Rivelazione della Verità nel Libro dei Mutamenti), è tradotto in Cleary 1986b
- Commentari ancora poco conosciuti sul Daode jing e su testi buddhisti
- Opere sull'oftalmologia, da lui studiata nel periodo giovanile

## Insegnamenti sul Taoismo e sull'Alchimia Interna
Questo sommario degli insegnamenti di Liu Yiming sul Taoismo e sull'Alchimia Interna si basa principalmente sul Xiuzhen houbian (Altre Discriminazioni nella Coltivazione della Realtà; tradotto in Liu Yiming 2013). Le opere principali in cinese su Liu Yiming sono Liu Ning 2001; Liu Zhongyu 2010; e Jia Laisheng 2011.
Sebbene l'"unità dei tre insegnamenti" (taoismo, buddhismo, confucianesimo) non sia uno dei temi più importanti del suo insegnamento, Liu Yiming fa uso di terminologia buddhista e neoconfuciana, in misura diversa a seconda delle singole opere. Questo è d'altronde uno dei principali aspetti del Neidan (Alchimia Interna), i cui maestri traggono spesso concetti e termini da tradizioni diverse se questo serve a formulare il loro insegnamento.

### "Preceleste" e "postceleste"
La distinzione tra lo stato “preceleste” (xiantian 先天) e quello “postceleste” (houtian 後天, rispettivamente prima e dopo la generazione del cosmo) è essenziale nel discorso di Liu Yiming sul Taoismo e sull'Alchimia Interna. Lo stato preceleste contiene l'Essenza Originale (yuanjing 元精), il Soffio Originale (yuanqi 元氣), e lo Spirito Originale (yuanshen 元神), che sono privi di forma. La loro operazione è causa della generazione dello stato postceleste. Nell'essere umano, l'Essenza Originale si manifesta principalmente nel seme maschile e nel sangue mestruale femminile; il Soffio Originale si manifesta principalmente nella respirazione; e lo Spirito Originale si manifesta principalmente nella mente pensante. Lo stato preceleste è Yang, e lo stato postceleste è Yin. Il passaggio dal primo al secondo stato è considerato inevitabile, ma lo stato preceleste non è permanentemente cancellato, bensì solo nascosto all'interno dello stato postceleste.
Al di sopra degli stati preceleste e postceleste, Liu Yiming pone il Soffio preceleste della Vera Unità (xiantian zhenyi zhi qi 先天真一之氣). Questo stato è al di là di ogni definizione o descrizione: “Non possiamo paragonarlo al soffio postceleste dell'inspirazione e dell'espirazione, allo spirito pensante, e all'essenza del rapporto sessuale; e neppure possiamo considerarlo uguale all'Essenza Originale, al Soffio Originale, e allo Spirito Originale” (Liu Yiming 2013:32). In termini alchemici, secondo Liu Yiming, il Soffio preceleste della Vera Unità è l'Elisir d'Oro. L'Elisir, dunque, consiste nella congiunzione degli stati preceleste e postceleste, e dà accesso allo stato superiore della non-dualità, o Vera Unità.

### L'essere umano
La Barriera Misteriosa. L'Apertura Unica della Barriera Misteriosa (xuanguan yiqiao 玄關一竅) è il centro non-spaziale dell'essere umano. Liu Yiming concorda con maestri Neidan di data precedente nel dire che questo centro non si trova nel corpo né nella mente. L'Apertura Unica contiene il Soffio preceleste della Vera Unità. Con il passaggio dallo stato preceleste a quello postceleste, il Vero Yang preceleste si nasconde all'interno dello Yin postceleste, e si perde il riconoscimento del centro. Per usare le immagini dello Yijing (Libro dei Mutamenti), il Vero Yang diviene la linea intera contenuta all'interno di Kan ☵, circondata da due linee Yin spezzate. Il fine del Neidan consiste nel recuperare lo Yang all'interno di Kan ☵ e nell'usarlo per sostituire lo Yin all'interno di Li ☲. Questo permette di ricostituire Qian ☰ (il Vero Yang) e Kun ☷ (il Vero Yin), e poi di ricongiungerli.
Natura ed Esistenza. Natura (xing 性) ed Esistenza (ming 命) sono i due poli principali della vita, e secondo Liu Yiming costituiscono il cuore del Neidan: “La Via dell'Elisir d'Oro è la Via della coltivazione di Natura ed Esistenza” (Xiuzhen biannan). “Natura” si riferisce alla propria autentica Natura interiore, che è di per sé perfetta. “Esistenza” si riferisce alla propria vita in quanto essere individuale, compresa la propria funzione nell'Esistenza complessiva. Secondo Liu Yiming, il passaggio dal preceleste al postceleste comporta che tanto la Natura quanto l'Esistenza assumano due aspetti, da lui chiamati “veri” e “falsi”. La vera Natura può essere nascosta dalla falsa personalità, e la vera Esistenza (o “vero destino”) può essere nascosta dal “seguire il corso” (shun 順) della vita. Il processo graduale del Neidan fornisce un mezzo per “invertire il corso” (ni 逆), rendendo possibile prima di “ritornare al proprio destino”, e poi di “vedere la propria Natura.”
Corpo e Mente. Secondo Liu Yiming, il corpo e la mente comuni sono “illusori” (huan 幻). Le rispettive controparti autentiche sono il “corpo del dharma” (fashen 法身) e la “mente celeste” (tianxin 天心). La mente celeste è “assolutamente vuota e assolutamente numinosa, silenziosa e immobile,” e “pervade ogni cosa rispondendo agli impulsi” (Liu Yiming 2013:40). Il corpo del dharma (termine che nel Buddhismo significa il “corpo” non manifesto del Buddha; vedi Trikāya) “non ha né testa né coda, né davanti né dietro; rimane al centro e non si piega” (id.). Con il passaggio allo stato postceleste, “il corpo del dharma viene sepolto e il corpo illusorio assume la carica, la mente celeste si ritrae e la mente umana prende il potere” (id.). Il Neidan permette di raggiungere “l'assoluta quiescenza,” che è una proprietà della mente celeste. La sua pratica, inoltre, si conclude con la nascita dell'Embrione di Santità (shengtai 聖胎), che secondo Liu Yiming equivale al proprio corpo del dharma, o “vero corpo.”

### Neidan (Alchimia Interna)
"Virtù superiore" e "Virtù inferiore". Riguardo al Neidan, Liu Yiming stabilisce una distinzione fondamentale tra due vie di coltivazione, da lui chiamate “virtù superiore” (shangde 上德) e “virtù inferiore” (xiade 下德). La virtù superiore è la condizione in cui lo stato preceleste non è stato danneggiato e l'Unità originale è incontaminata. Le poche persone che hanno il potenziale innato di conservare questa condizione devono solo “proteggerla e custodirla” (Liu Yiming 2013:117). Per farlo è necessario ricevere gli insegnamenti di un maestro, ma il metodo (fa 法) consiste in ultimo luogo solo nel seguire il Tao: non vi è necessità di “fare” una pratica, e si opera attraverso il “non-fare” (wuwei 無為). Se questo stato originale non viene conservato, il preceleste si disperde e il postceleste prende il sopravvento. Per recuperare lo stato preceleste non è più possibile operare attraverso il “non-fare” e si deve invece “fare”: si ha bisogno di una tecnica (shu 術) attraverso cui congiungere il Vero Yang e il Vero Yin precelesti che ora si trovano rispettivamente all'interno dello Yin e dello Yang postcelesti. Questa è la via dell'Alchimia Interna, che quindi è la via della virtù inferiore. Liu Yiming sottolinea però che quando la via della virtù inferiore giunge a compimento, conduce “alla stessa destinazione della virtù superiore” (Liu Yiming 2013:118).
“Fare” e “Non-fare”. In parallelo alla distinzione tra "virtù superiore" e "virtù inferiore", Liu Yiming pone anche una differenza cruciale tra due aspetti, o stadi, dell'Elisir Interno. I due stadi si basano sulla coltivazione di Natura ed Esistenza, e corrispondono rispettivamente alle vie della virtù superiore ed inferiore. Le persone capaci di seguire la via della virtù superiore portano a compimento i due stadi simultaneamente: “Nella virtù superiore non vi è bisogno di coltivare l'Esistenza e si coltiva solo la Natura: quando la Natura è portata a compimento, anche l'Esistenza è portata a compimento” (Liu Yiming 2013:119). Chi non può farlo deve invece compiere i due stadi in sequenza, iniziando da quello inferiore e procedendo a quello superiore: “Nella virtù inferiore si deve prima coltivare l'Esistenza e poi coltivare la Natura; dopo che l'Esistenza è portata a compimento, si deve portare a compimento anche la Natura” (id.). La via della virtù superiore consegue entrambi gli stadi simultaneamente attraverso il “non-fare.” La virtù inferiore, invece, è la via graduale, e la sua pratica dunque si compie prima attraverso il “fare” e poi attraverso il “non-fare.”
I due Elisir. I due stadi sopra menzionati corrispondono a due diversi Elisir, che Liu Yiming chiama il Piccolo Elisir del Ritorno (xiao huandan 小還丹) e il Grande Elisir del Ritorno (da huandan 大還丹). Il Piccolo Elisir del Ritorno “consiste nel ritornare dal postceleste al preceleste” (Liu Yiming 2013:61). Questo è il movimento di ascesa dal postceleste al preceleste, l'“inversione del corso” compiuta attraverso l'Alchimia Interna. La pratica, però, si completa con il Grande Elisir del Ritorno. In questo stadio si compie il movimento complementare di discesa, ritornando “dal Non-Essere all'Essere, e dal sottile al manifesto” (Liu Yiming 2013:62). In questo modo l'Alchimia Interna, attraverso il suo processo graduale, permette di ascendere al preceleste, ma la sua pratica si conclude quando si compie anche la discesa che riporta al postceleste. A quel punto si opera trasformando (hua 化) il postceleste nel preceleste, e i due stati si congiungono.